# The Incredible Hulk (seriál, 1977)
The Incredible Hulk je americký akční sci-fi televizní seriál natočený na motivy komiksových příběhů o Hulkovi vydavatelství Marvel Comics. Premiérově byl vysílán v letech 1977–1982 na stanici CBS, kdy v pěti řadách vzniklo celkem 82 dílů. První dva pilotní díly z roku 1977 („Neuvěřitelný Hulk“ a „The Return of the Incredible Hulk“) byly vyrobeny jako televizní filmy, které byly pro další vysílání sestříhány a druhý z nich byl přejmenován na „Death in the Family“. Celý seriál byl na DVD vydán v letech 2006–2008.
Po ukončení seriálu byly natočeny také tři navazující televizní filmy – Návrat neuvěřitelného Hulka (1988), Proces s neuvěřitelným Hulkem (1989) a The Death of the Incredible Hulk (1990).

## Příběh
Lékař David Bruce Banner po tragické smrti své manželky, která zemřela při autonehodě, zkoumá v Culver Institute případy dalších lidí, kteří v ohrožení života vyvinuli až nadlidskou sílu. Poté, co s kolegyní objeví několik shodných faktorů, provede na sobě pokus, při kterém se nechá ozářit zářením gama. Brzo však zjistí, že tento experiment měl na něj velký vliv – když se rozčílí nebo je vyděšený, změní se ve velké a extrémně silné zelené monstrum, které ohrožuje všechny okolo. Při explozi laboratoře Bannerova kolegyně zemře a za mrtvého je považován i sám doktor. Proto pod falešnými identitami putuje po Spojených státech, snaží se ovládat vztek, hledá lék pro svůj stav a snaží se vyhýbat konfliktům, aby při změně v Hulka nikoho nezranil. V patách je mu však bulvární reportér Jack McGee, jenž pátrá po záhadné příšeře, o které si myslí, že je zodpovědná za smrt dvou lidí.

## Obsazení
- Bill Bixby jako David Banner
- Jack Colvin jako Jack McGee
- Lou Ferrigno jako Hulk